# Nicht von dieser Welt (Fernsehserie)
Nicht von dieser Welt ist eine Comedyserie, die vom 29. Juli bis zum 16. August 2005 in Doppelfolgen à 30 Minuten auf RTL lief. Der Außerirdische YOK vom Party-Planeten Moklops landet auf der Erde und zieht beim neunjährigen Sven Thiel ein, der mit seiner Familie in der Nähe von Köln lebt. Dabei mischt er kräftig das Familienleben von Michael Thiel auf, einem Vertriebsleiter eines Möbelhauses.
Die Idee der Serie erinnert an Mork vom Ork und wurde bereits Ende des Jahres 2003 entwickelt.

## Episoden
- 1. Die Ankunft
- 2. Der Exfreund
- 3. Der Einbrecher
- 4. Die Liebe
- 5. Die Einladung
- 6. Der Konkurrent
- 7. Der Obdachlose
- 8. Die Party
- 9. Der Besuch[4]

## Rezeption
Die FAZ bewertet die RTL-Sitcom als für „6-jährige“ im „Kinderprogramm“ geeignet, äußert jedoch den Eindruck, dass RTL mit dieser Serie selbst „nicht mehr glücklich“ ist.
Aufgrund der schlechten Einschaltquoten von etwa einer Million Zuschauern und rund vier Prozent Marktanteil brach RTL die Ausstrahlung vor der letzten Episode ab. Diese wurde nie ausgestrahlt.